# Obelisco Agonale

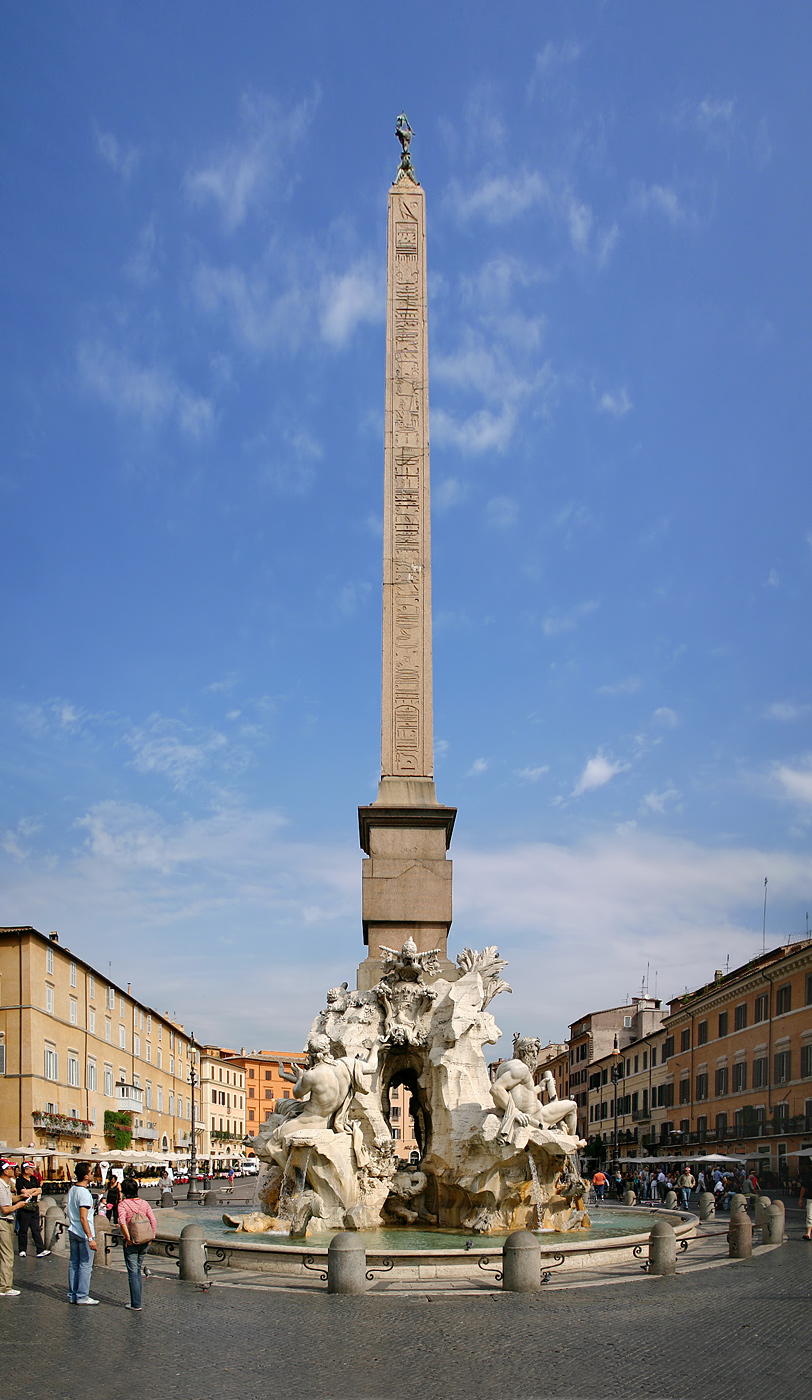
Obelisk auf der Piazza Navona

Der Obelisco Agonale ist ein 16,55 m hoher römischer Obelisk und einer der dreizehn Obelisken in Rom. Er erhebt sich über Berninis Vierströmebrunnen in der Mitte der Piazza Navona.

## Beschreibung
In einer der Inschriften auf der Basis des Obelisken heißt es: OBELISCUM AB IMP ANT CARACALLA ROMAM ADVECTUM, also der von Caracalla nach Rom gebrachte Obelisk sei aus den Trümmern des Circus Castrensis auf die Piazza Navona gebracht worden. Tatsächlich stammt er ursprünglich vom Tempel der Isis des Kaisers Domitian (Iseum Campense), der sich an der Stelle der heutigen Kirche Santa Maria sopra Minerva befand. Wahrscheinlich wurde er durch Kaiser Maxentius zu Beginn des 4. Jahrhunderts im Circus des Maxentius an der Via Appia aufgestellt. Dieser Obelisk wurde auch nicht, wie die Inschrift behauptet, von Caracalla als Beute aus Ägypten nach Rom gebracht, sondern ausdrücklich für den Isis-Tempel angefertigt. An seinem jetzigen Standort wurde er 1649 unter der Herrschaft Papst Innozenz X. aufgestellt, der entgegen der Tradition auf der Spitze des Obelisken kein Kreuz, sondern die Taube mit dem Ölzweig, das Wappensymbol der Familie Pamphilj, anbringen ließ. Der alte Familienpalast der Pamphilj (heute brasilianische Botschaft) steht ebenfalls an der Piazza Navona neben der Kirche Sant’Agnese in Agone.
An einer anderen Stelle ist an der Basis von NILOTICIS AENIGMATIBUS EXARATUM LAPIDEM die Rede, was sich sinngemäß übersetzen lässt mit der mit nilotischen Rätseln beschriebene Stein; gemeint sind hiermit die ägyptischen Hieroglyphen. Athanasius Kircher versuchte im Jahre 1650 im Auftrag Papst Innozenz X. eine erste Übersetzung der Inschrift des Obeliscus Pamphilius, die er in einem gleichnamigen Buch veröffentlichte. Diese Übersetzung entsprang aber eher der Phantasie, da ohne den 1799 gefundenen Stein von Rosette und die Leistung von Jean-François Champollion eine korrekte Übersetzung zu dieser Zeit noch nicht möglich war.